# Кропотов, Владимир Николаевич
Владимир Николаевич Кропотов (1903 — 1985) — советский инженер-строитель. Профессор, доктор архитектуры. Директор Московского архитектурного института (1948—1957).

## Биография
Родился в 1903 году. В 1925 году окончил МИСИ. Работал инженером-строителем, затем занимал должность начальника Главка Минвуза СССР. 28 января 1948 года приказом Минвуза СССР назначен директором Московского архитектурного института (МАРХИ). 2 марта 1957 года по состоянию здоровья покинул пост директора МАРХИ. С 1952 по 1962 год В. Н. Кропотов возглавлял кафедру «Строительные материалы». В дальнейшем продолжал преподавать в институте. Написал ряд учебных пособий для архитектурных вузов.
Избирался депутатом Московского городского совета.
Жил в Москве в доме Нирнзее (Большой Гнездниковский переулок, 10) и на Чкаловской улице, 41. Умер в 1985 году. Похоронен на Ваганьковском кладбище.

## Сочинения
- Кропотов В. Н. Строительные и отделочные материалы : Учебник для архитектурных вузов и факультетов. — М.: Высшая школа, 1960.
- Кропотов В. Н., Одноралов Н. В. Работа с пластическими массами : Пособие для учащихся. — М.: Учпедгиз, 1961.
- Кропотов В. Н., Зайцев А. Г., Скавронский Б. И. Строительные материалы : Учебник для специальности «Архитектура» вузов. — М.: Высшая школа, 1973.
- Сенаторов Н. Я., Коршунова А. П., Кропотов В. Н. и др. Лепка и моделирование архитектурных деталей : Учебник для средних профессионально-технических училищ. — М.: Высшая школа, 1976.
- Кропотов В. Н., Мажура Н. В. Отделочные материалы в интерьере : Учебное пособие для вузов. — Киев: Вища школа, 1981.